# Black Rider
Black Rider, era um cowboy fictício, dos quadrinhos da Marvel, surgido em 1948, na revista All-Western Winners #2 da Timely Comics, antecessora da Marvel Comics. Ficou conhecido no Brasil como Cavaleiro Negro.

## Histórico
Depois de aparecer em edições subsequentes de  All-Western Winners, na oitava edição, a revista mudou o nome para Black Rider. Outros personagens da empresa, como Kid Colt e Arrowhead também foram publicado. Depois de alterar ligeiramente o seu nome novamente, para Western Tales of Black Rider, na edição 32, a revista foi revertida para um formato de antologia e foi renomeada  Gunsmoke Western (que assumiu a numeração do título Cavaleiro Negro) até os anos 1950.
A maioria das aventuras do Cavaleiro Negro foram desenhados por Syd Shores. Quando aventuras do personagem foram reimpressas na década de 1970 em  Western Gunfighters, o personagem foi chamado de Black Mask.
O personagem teve um revival em 2006, quando foi publicado o one-shot Strange Westerns Starring the Black Rider  com uma história de Steve Englehart e arte por Marshall Rogers.

## Biografia
Sua identidade secreta era Matthew Masters, apelidado de Cactus Kid, um fora-da-lei que acabou sendo perdoado pelo governo, com a condição de que deixasse as armas e passasse a estudar e trabalhar como médico (inspirado em  "Doc" Holliday?).
Anos depois, o "Doc" Masters (Doutor Heron Robledo, no Brasil) aparece na cidade de Leadville, Texas (Laredo ou Roseiral, no Brasil). Sua recusa em usar armas o tornam conhecido como um notório covarde, fazendo com que ninguém desconfie quando aparece como Black Rider (ou Black Mask) para fazer justiça.
Quando se disfarça de herói, Masters usa um lenço para encobrir o rosto, da mesma cor que o chapéu e a roupa, toda negra. Essa indumentária era idêntica à de outro cowboy famoso dos anos 40, Durango Kid. Mas, diferenciava-se deste na medida em que, nas costas, colocava uma grande capa, parecida com a do Superman. O nome do cavalo do herói era Satan (quando estava com o Doutor Robledo era chamado de Moleza no Brasil, Ichabod no original em inglês). Outros personagens que apareceram em determinada fase das histórias foram o interesse amoroso do herói Mary Lathrop e seu irmão adolescente Bobby.

## Black Rider no Brasil
Com o nome de Cavaleiro Negro, o personagem obteve imenso sucesso no Brasil, desde a primeira vez em que foi publicado no país (1949). Ele apareceu na revista "Gibi Mensal" e em título próprio publicado pela Rio Gráfica lançado em setembro de 1952 e que chegou a 245 edições. 
Conta-se que, quando a Marvel parou com as histórias inéditas nos anos 60, a (RGE) decidiu continuar com a revista assim mesmo. Para tanto, pegou os quadrinhos de um personagem espanhol, o Gringo, e deu-os a artistas brasileiros para que estes os redesenhassem e os adaptassem às aventuras do Cavaleiro Negro. Outra curiosidade é o fato de que algumas capas do Durango Kid (nome registrado pela Ebal) foram publicadas como sendo do Cavaleiro Negro.
Com a onda dos super-heróis que tomou conta dos quadrinhos no final da década de 1960, aos poucos o antigo cowboy foi sendo esquecido e a revista, cancelada. Tanto que os diversos super-heróis Black Knight's, traduzidos também como Cavaleiro Negro, mas com armaduras e espadas(como a Espada Ébano, que tudo corta,e a Espada da luz, destrutora psíquica), hoje são bem mais conhecidos pelo nome em português do que o Cavaleiro Negro do Velho Oeste.

## Outras versões
Uma versão moderna aparece na minissérie Six Guns (edições1 a 4, de janeiro a março de 2012), escrita por Andy Diggle e ilustrada por Davide Gianfelice,.